# Условная сходимость
Ряд {\displaystyle \sum _{n=0}^{\infty }a_{n}} называется условно сходящимся, если сам он сходится, а ряд, составленный из абсолютных величин его членов, расходится.
То есть, если {\displaystyle \lim _{m\to \infty }\sum _{n=0}^{m}a_{n}} существует (и не бесконечен), но {\displaystyle \sum _{n=0}^{\infty }|a_{n}|=\infty }.

## Примеры
Простейшие примеры условно сходящихся рядов дают убывающие по абсолютной величине знакочередующиеся ряды.
Например, ряд
{\displaystyle \displaystyle \sum _{n=1}^{\infty }{\tfrac {(-1)^{n+1}}{n}}=\ln 2}
сходится лишь условно, так как ряд из его абсолютных величин — гармонический ряд — расходится.

## Свойства
- Если ряд условно сходится, то ряды, составленные из его положительных и отрицательных членов, расходятся.
- Путём изменения порядка членов условно сходящегося ряда можно получить ряд, сходящийся к любой наперёд заданной сумме или же расходящийся (теорема Римана).
- При почленном умножении двух условно сходящихся рядов может получиться расходящийся ряд.

## Вариации и обобщения
- Понятие условной сходимости естественно обобщается на ряды векторов, бесконечные произведения, а также на несобственные интегралы.